# Prima del diluvio
Prima del diluvio (Avant le déluge) è un film del 1954 diretto da André Cayatte, realizzato da una coproduzione italo - francese e girato in Francia. Fa parte di una serie che nei primi anni cinquanta il regista dedicò al rapporto tra giustizia e società. Oggetto di vivaci polemiche e di interventi della censura francese, esso venne presentato al Festival di Cannes del 1954 dove ottenne un "Prix International".

## Trama

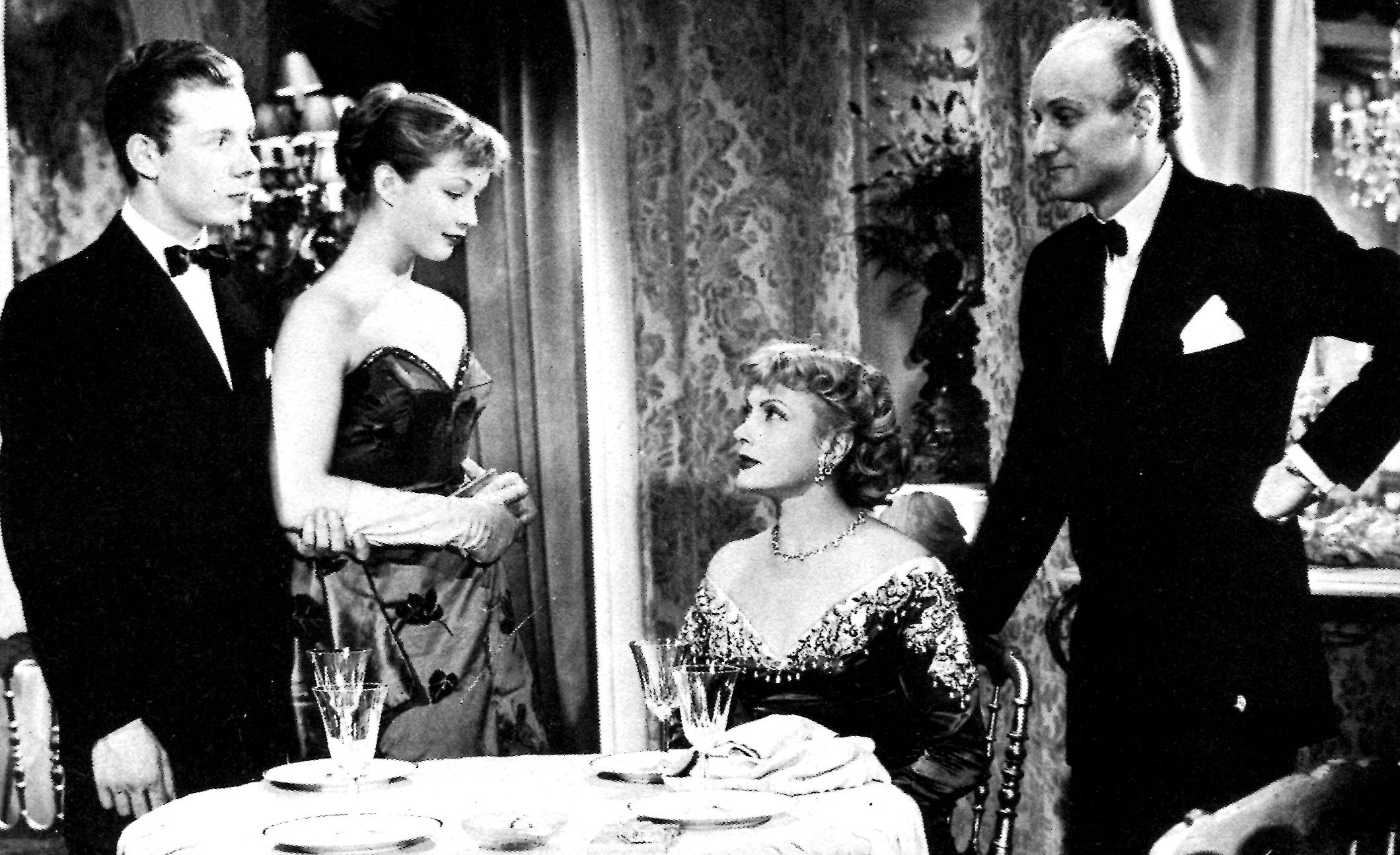
Una scena con Clément Thierry, Marina Vlady, Isa Miranda e Jacques Castelot

Parigi, inizio anni cinquanta. Richard, e la sua ragazza Liliane, Daniel, Jean e Philippe sono cinque giovani di origini sociali diverse, ma uniti dalla preoccupazione che, a causa della Guerra di Corea, il mondo stia precipitando verso un terzo conflitto mondiale. Per salvarsi sognano di abbandonare l'Europa e rifugiarsi in qualche sperduta isola del Pacifico.
La famiglie dei giovani sono attraversate da numerosi problemi: il padre di Philippe, che è diventato ricco con speculazioni durante la guerra, pensa soltanto ai soldi, mentre la madre ha un amante ed è preoccupata solo per la sua declinante bellezza; Richard ha un padre orchestrale molto povero, che è stato collaborazionista durante l'occupazione nazista, ed istiga il figlio ad odiare gli ebrei; Daniel, invece, è il figlio di una famiglia ebrea scomparsa nei lager nazisti e vive grazie ad uno zio americano che lo mantiene a Parigi. Jean, orfano di padre, è oggetto di un affetto morboso e possessivo della madre, Liliane è figlia di un professore impegnato politicamente, ma che per questo le dedica poco tempo.

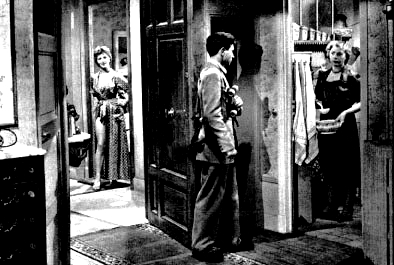
Inquadratura del film con Delia Scala, Jacques Chabassol e Line Noro

Il progetto dei giovani di lasciare la Francia si scontra con la mancanza del denaro necessario. Per procurarselo pensano di rubare una preziosa collezione di francobolli posseduta dall'amante della madre di Philippe. Il furto però va storto: i ragazzi vengono sorpresi da una guardia notturna che Jean uccide a colpi di pistola. Dato che Daniel aveva prestato la sua macchina per il furto, gli indizi portano la Polizia ad interrogarlo e gli altri giovani, temendo che egli li tradisca, lo minacciano e nella discussione che ne segue Daniel muore annegato.
Jean, travolto dal rimorso per l'uccisione della guardia notturna, tenta il suicidio. Salvato, confessa i crimini della improvvisata banda di giovani che così, invece di ritrovarsi su di un'isola esotica, finiranno ai lavori forzati. Solo Liliane riuscirà a evitare la condanna. Gli adulti che hanno assistito al processo dei loro figli, che si è svolto a porte chiuse, continuano però con i loro comportamenti negativi.

## Produzione

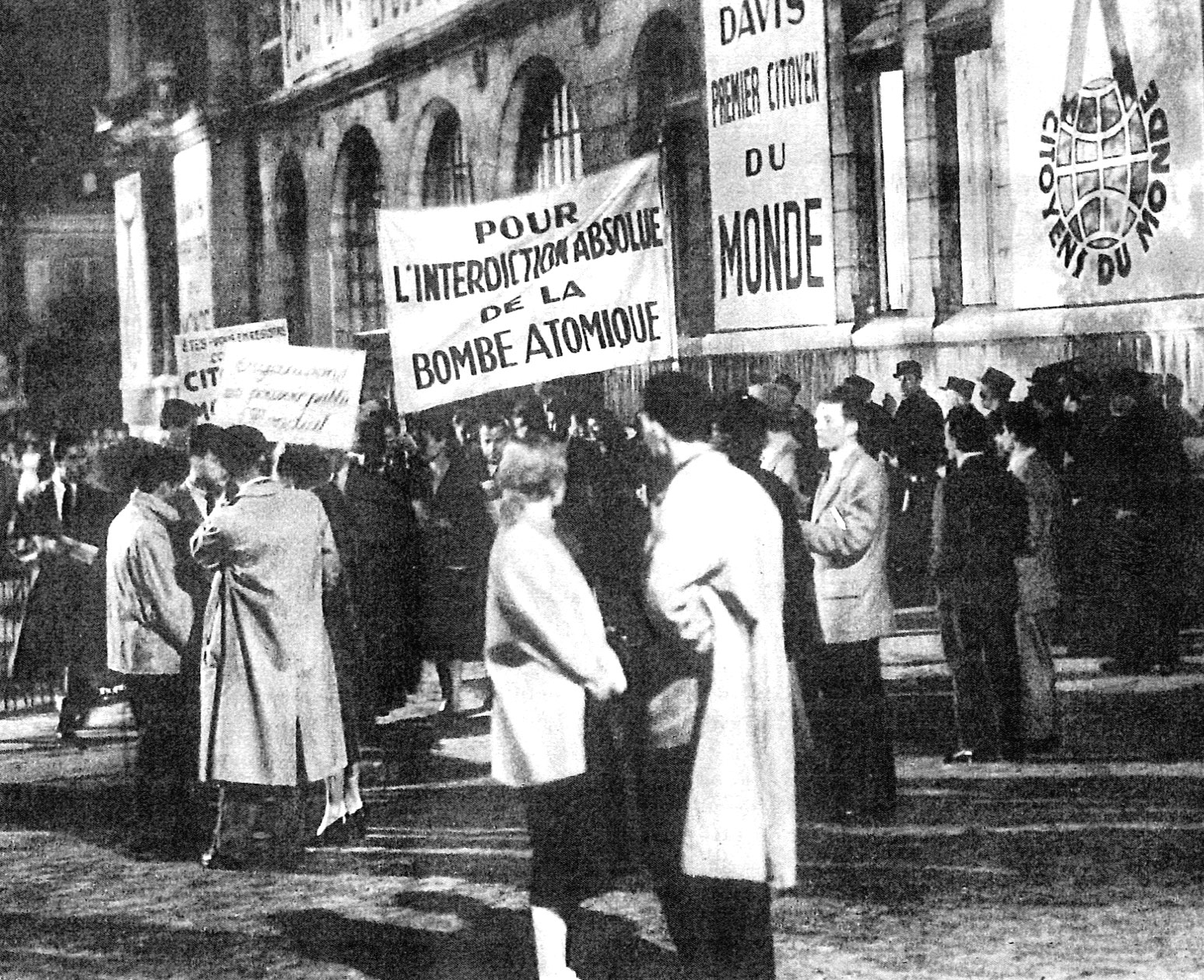
Scena con una manifestazione contro il riarmo atomico. La paura della guerra nucleare induce al delitto i giovani del film di Cayatte

Prima del diluvio è il terzo film della serie di quattro relativi ai rapporti tra società e giustizia, realizzata nei primi anni cinquanta da André Cayatte, definita in Francia "tétralogie accusatrice". Tutti questi film, scritti e realizzati assieme a Charles Spaak, trovano origine nella storia personale del regista che, prima di diventare cineasta, aveva fatto studi giuridici ed esercitato negli anni trenta la professione di avvocato.
Nel descrivere i motivi che l'hanno condotto a realizzare queste pellicole, Cayatte ha spiegato come nascessero da quella sua esperienza: «essi sono fatti di ricordi, di parti di dossier, di casi con cui ho avuto a che fare. Insomma io parto dalle cose di cui sono stato testimone e che mi hanno colpito, scosso o scandalizzato ed attorno alle quali sono state organizzate centinaia di immagini. Ciò che ha determinato il "ciclo giudiziario" è stato sempre ed ancora il cosiddetto caso Selznec ed in ognuno di quei film ci sono intenzioni, situazioni, personaggi di quel caso».
In un'altra occasione il regista aveva presentato il suo lavoro con «la preoccupazione di scuotere le coscienze degli spettatori, di portarli a dubitare delle idee fatte». Anche questo film di Cayatte è quindi ispirato ad un fatto di cronaca, noto in Francia come "caso dei 3 J" (i nomi dei 3 giovani implicati iniziavano tutti con J), accaduto nella località di Lagny e simile a quello raccontato nel film.
La pellicola fu realizzata da una co-produzione italo - francese, secondo una soluzione abituale per l'epoca, e venne girata negli stabilimenti di Billancourt a partire dal mese di luglio del 1953. Fu presentata al VII° Festival di Cannes il 7 aprile 1954.

## Accoglienza

### Polemiche e censura

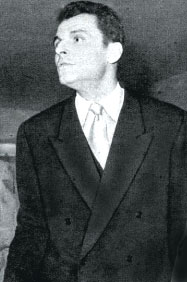
André Cayatte a Venezia nel 1952

Sin dal suo esordio a Cannes il film di Cayatte fu al centro di polemiche ed oggetto di interventi da parte della censura, tanto che la sua proiezione al Festival restò in forse e dovette essere rinviata per tre volte prima di avere il "via libera". Alcuni Deputati appartenenti al M.R.P., guidati da André François Mercier, chiesero di vietare il film sostenendo che esso costituiva «un insulto alla gioventù francese» e che era «troppo pericoloso sul piano morale», richiesta a cui si oppose, pur ritenendo il film «sconvolgente», lo scrittore e recente (1952) premio Nobel François Mauriac.
La richiesta di bloccare il film non fu accolta, ma sulla base di un'antiquata norma francese risalente al 1884, esso fu comunque interdetto in alcune Prefetture, tra cui quella delle Alpi Marittime (nella quale si trova Cannes), per cui, con grande imbarazzo, fu necessaria una "deroga speciale" per il Festival. Alla fine la censura rivide il suo giudizio, ma fu imposto un divieto per i minori di 16 anni, il che comportò la paradossale situazione per cui la Vlady, dopo averlo interpretato, non poté assistere alla "prima" del film a Cannes in quanto non aveva ancora compiuto 16 anni. Dopo ulteriori polemiche fu anche revocato il divieto all'esportazione che era stato inizialmente apposto dalla censura francese.
Nonostante le polemiche ed i divieti (o forse anche grazie ad essi) Il film di Cayatte ebbe in Francia un notevole successo di pubblico: nella prima settimana di proiezione incassò infatti, soltanto a Parigi, la somma record di 20 milioni di franchi, risultando il primo per introito con circa 200.000 spettatori in 4 settimane. Nell'edizione italiana venne censurata la scena dove Delia Scala mostra per un attimo un seno nudo.

### Critica
In Francia. Cayatte ha vantato un'accoglienza positiva di Prima del diluvio proveniente sia dai commentatori conservatori che da quelli "progressisti". Tra i primi si cita il commento di Albert Vinneuil su Dimanche matin del 28 febbraio 1954: «Un film pessimista, come tutti quelli che restano degni di essere capiti: estraneo ad ogni chiacchiera moralista, (il regista)) ci porta a riflettere su noi stessi». Tra i secondi Le libertaire che in un articolo pubblicato l'11 marzo 1954, definì il film «l'impietosa critica di una intera borghesia; è il principio stesso della famiglia cristiano - borghese che viene messo in discussione, una famiglia non più capace di integrare».
Secondo il critico cinematografico George Sadoul «nei film di Cayatte troviamo in un certo senso un quadro della Francia del dopoguerra., soprattutto in Prima del diluvio in cui i problemi della delinquenza minorile vengono studiati nei loro rapporti con la minaccia atomica e la guerra fredda giunta al suo massimo con il conflitto coreano». Il critico André Bazin, che pure a Cannes aveva difeso contro la censura il film, osservò tuttavia che «non bisogna giudicare le opere in base ai meriti delle intenzioni, alla nobiltà delle ambizioni o alla stupidità dei loro detrattori».
In Italia. Prima del diluvio ebbe giudizi contrastanti in Italia. Fu apprezzato a Cannes nel commento di Cinema: «Opera di piena maturità; film dalle basi discutibili, ma non solo magistralmente raccontato, bensì ricco di lucide notazioni ambientali riguardanti la borghesia», e da quello de La Stampa, che lo definì «un film abilissimo, duro, secco e quasi arido che ha sovente la previsione di una cartella clinica». Anche il commento del Corriere della sera fu positivo: «I valori espressi dalla pellicola, anche se non soccorre la drammaticità del tema, sono tuttavia assai notevoli. Cayatte è un esperto uomo di cinema ed i suoi interpreti sono eccellenti; il film è robusto ed intenso».
Vi furono però anche riserve. Bianco e nero osservò che «purtroppo questo Prima del diluvio presenta, aggravate, le deficienze strutturali, la schematica freddezza e la letteraria e falsa impostazione contenutistica di Giustizia è fatta». mentre Cinema nuovo scrisse che «nonostante la drammaticità di qualche effetto ed alcune acutezze di sceneggiatura, troppo spesso il racconto si perde in semplificazioni meccaniche ed in discorsi astratti».

### Riconoscimenti
Prima del diluvio ottenne a Cannes un "Prix International" della Giuria che riconobbe inoltre una "mention d'honneur" per il regista Cayatte ed il co - sceneggiatore Spaak. Il premio fu considerato non solo un riconoscimento per il valore artistico del film, bensì anche una protesta della Giuria (di cui facevano parte personalità come Jean Cocteau, Luis Buñuel ed il critico André Bazin) contro i divieti e la censura apposti dalle Autorità. Marina Vlady, che sino ad allora aveva lavorato quasi esclusivamente in Italia, ottenne per la sua interpretazione della giovane e sbandata Liliane Noblet il "Prix Suzanne Bianchetti", quale migliore attrice francese esordiente.